# Martin Norbye
Martin Kristian Norbye (Karasjok, 7 aprile 1981) è un ex calciatore norvegese, di ruolo attaccante.

## Carriera

### Club
Norbye passò all'Alta nel 2003. Debuttò in squadra il 13 aprile, schierato titolare nella sconfitta per 1-0 contro lo Hønefoss. Il 21 aprile, arrivò la prima rete: segnò infatti nella sconfitta per 2-1 sul campo del Moss.
Il 13 dicembre 2010, si trasferì nel Bryne. Esordì il 3 aprile 2011, nella vittoria per 1-0 sul Sandnes Ulf. A fine anno, tornò all'Alta.